# Daniele Dessena
Daniele Dessena (ur. 10 maja 1987 w Parmie) – włoski piłkarz występujący najczęściej na pozycji defensywnego pomocnika. Zawodnik klubu Brescia Calcio.

## Kariera klubowa
Daniele Dessena jest wychowankiem Parmy. Zawodową karierę rozpoczął w 2004. W Serie A zadebiutował 27 lutego 2005 w przegranym 2:0 meczu z S.S. Lazio. W tym samym roku po raz pierwszy wystąpił w rozgrywkach Pucharu UEFA. Mimo młodego wieku wychowanek "Gialloblu" z sezonu na sezon coraz częściej dostawał szanse występów. Swojego pierwszego gola w profesjonalnej karierze Dessena strzelił rosyjskiemu Rubinowi Kazań w meczu pierwszej rundy Pucharu UEFA 2006/2007, w którym Parma dotarła do 1/16 finału.
Po spadku Parmy do Serie B w sezonie 2007/2008 Dessena postanowił zmienić klub. Ostatecznie 11 lipca za ponad cztery miliony euro trafił do Sampdorii. Zadebiutował w niej 30 sierpnia w zremisowanym 1:1 spotkaniu z Interem Mediolan. 9 maja Dessena strzelił dwa gole w zwycięskim 5:0 pojedynku przeciwko Regginie.
W Sampdorii włoski gracz pełni w swoim zespole rolę rezerwowego, po czym 31 sierpnia 2009 został wypożyczony do Cagliari Calcio. 27 września zdobył bramkę w wygranym 2:0 spotkaniu z Parmą. 18 października strzelił natomiast honorowego gola podczas przegranego 1:2 meczu przeciwko Catanii. Po sezonie Dessena wrócił do Sampdorii.

## Kariera reprezentacyjna
Dessena ma za sobą występy w młodzieżowych reprezentacjach Włoch. Wychowanek Parmy występował w drużynach U-18 i U-19, a obecnie grywa w zespole do lat 21, do którego Daniele po raz pierwszy powołany został na spotkanie z Hiszpanami w 2006 roku. W 2008 roku Dessena wystąpił na Igrzyskach Olimpijskich w Pekinie.